# Nuncia unifalculata
Nuncia unifalculata is een hooiwagen uit de familie Triaenonychidae.